# 樂富巴士總站

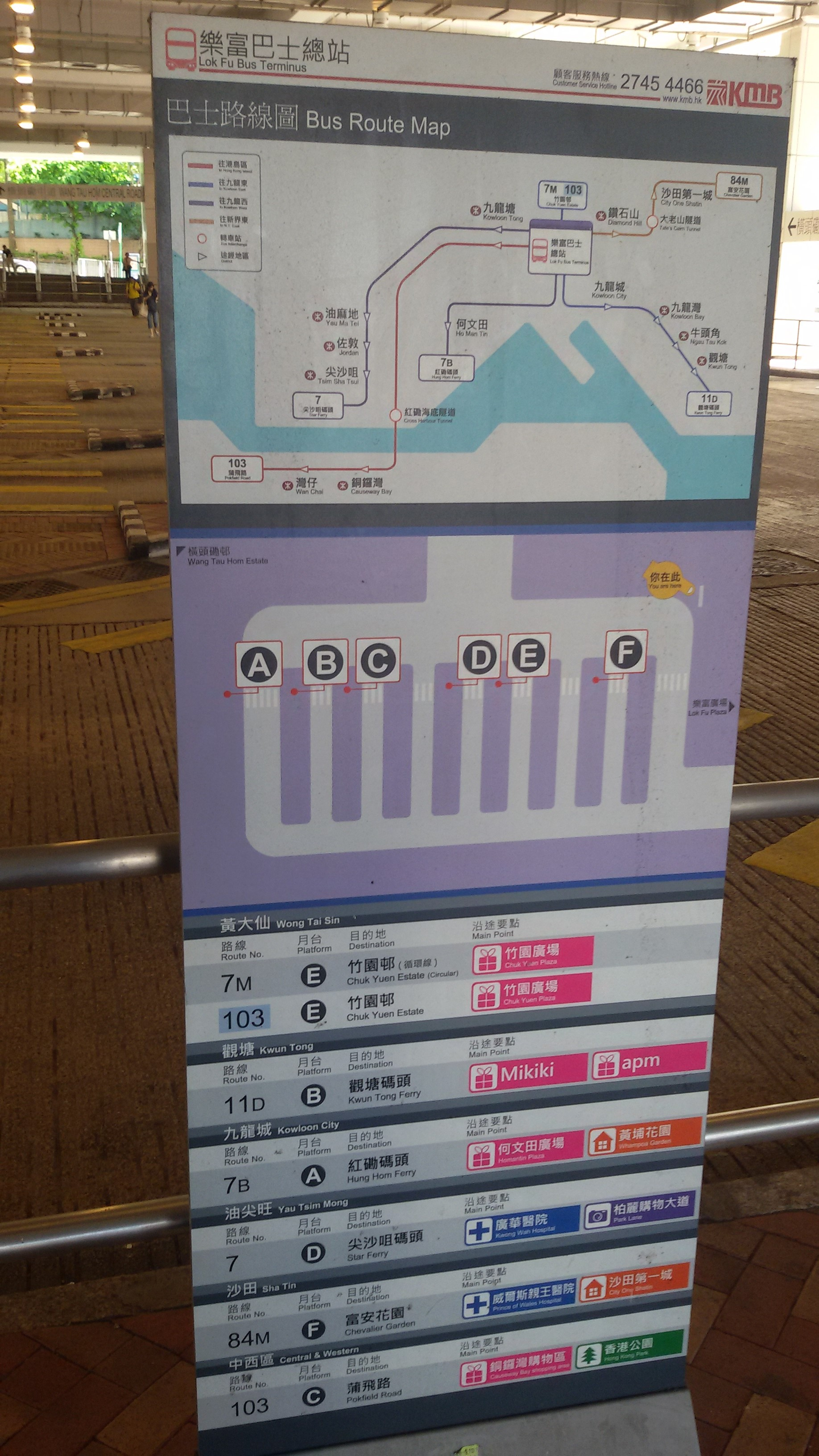
站內巴士線一覽

樂富巴士總站（英文：Lok Fu Bus Terminus）是香港一個有蓋巴士總站，位於黃大仙區橫頭磡樂富邨。城巴把本站的中途站命為樂富邨。

## 總站路線資料

### 九龍巴士7號線
- 尖沙咀碼頭 ↔ 樂富

1920年代末開辦，由中華巴士營辦，後來因地區專利生效而改由九巴接辦，往來樂富及尖沙咀碼頭。 

### 九龍巴士7B線
- 樂富 ↔ 紅磡（紅鸞道）

1964年12月1日投入服務，往來紅磡碼頭及樂富，配合規劃署在2008年初完成的紅磡地區研究，將紅磡碼頭巴士總站改為休憩用地，2019年1月11日改為紅磡（紅鸞道）公共運輸交匯處。

### 九龍巴士7M線
- 樂富 ↺ 竹園邨

1986年5月11日投入服務，循環來往樂富及竹園邨，提供往來竹園邨及樂富站的接駁巴士服務。

### 九龍巴士11D線
- 樂富 ↔ 觀塘碼頭

1968年4月20日投入服務，往來觀塘碼頭及樂富，為居民提供往返樂富和觀塘的服務。 

### 九龍巴士84M線
- 富安花園 ↔ 樂富

1987年11月1日配合富安花園落成而投入服務，由富安花園往返樂富，現在是大老山隧道巴士路線之一。

### 九龍巴士211A線
- 樂富 ↺ 翠竹花園

2018年7月15日投入服務，只在星期日及公眾假期提供服務，循環來往樂富及翠竹花園，提供往來翠竹花園及樂富站的接駁巴士服務，為竹園街市裝修工程的特別服務，暫定服務至2018年9月30日，曾延至10月31日，再延至2019年1月31日。

### 九龍居民巴士KR21線
- KR21：翠竹花園 ↔ 樂富站（星期一至六服務）

## 途經路線資料

### 過海隧道巴士103線
- 蒲飛路 ↔ 竹園邨

每天服務，雙向途經

### 城巴N29線
- 將軍澳（康盛花園） ↔ 東涌站（經機場）

每天通宵服務，雙向途經

## 外部連結
- 樂富巴士總站 （页面存档备份，存于），城巴／新巴
- 九巴 （页面存档备份，存于）